# NGC 1386
NGC 1386 je galaksija u zviježđu Eridan.

## Vanjske poveznice
- SEDS: NGC 1386